# National Football Conference
Pour les articles homonymes, voir NFC.
La National Football Conference (NFC)  ou la Conférence nationale, ou au Québec l'Association nationale est, avec l'AFC, une des deux conférences (associations) qui constituent la National Football League (NFL) de football américain. Les franchises sont groupées en quatre divisions.

De 1984 à 1996, la victoire dans le Super Bowl, qui consacre la meilleure équipe de NFL, a été remportée systématiquement par des franchises de la NFC. Depuis 1997, le bilan est de 10 victoires en 26 saisons (bilan après le Super bowl LVII).

## Division Est
- Cowboys de Dallas
- Giants de New York
- Eagles de Philadelphie
- Commanders de Washington

## Division Nord
- Bears de Chicago
- Lions de Détroit
- Packers de Green Bay
- Vikings du Minnesota

## Division Sud
- Falcons d'Atlanta
- Panthers de la Caroline
- Saints de La Nouvelle-Orléans
- Buccaneers de Tampa Bay

## Division Ouest
- Cardinals de l'Arizona
- Rams de Los Angeles
- 49ers de San Francisco
- Seahawks de Seattle

## Palmarès
Légende :
- Vainqueur du Super Bowl

| Saison | Vainqueur                         | Score | Finaliste                     |
| ------ | --------------------------------- | ----- | ----------------------------- |
| 1970   | Cowboys de Dallas (1)             | 17-10 | 49ers de San Francisco        |
| 1971   | Cowboys de Dallas (2)             | 14-03 | 49ers de San Francisco        |
| 1972   | Redskins de Washington (1)        | 26-3  | Cowboys de Dallas             |
| 1973   | Vikings du Minnesota (1)          | 27-10 | Cowboys de Dallas             |
| 1974   | Vikings du Minnesota (2)          | 14-10 | Rams de Los Angeles           |
| 1975   | Cowboys de Dallas (3)             | 37-07 | Rams de Los Angeles           |
| 1976   | Vikings du Minnesota (3)          | 24-13 | Rams de Los Angeles           |
| 1977   | Cowboys de Dallas (4)             | 23-06 | Vikings du Minnesota          |
| 1978   | Cowboys de Dallas (5)             | 28-0  | Rams de Los Angeles           |
| 1979   | Rams de Los Angeles (1)           | 09-0  | Buccaneers de Tampa Bay       |
| 1980   | Eagles de Philadelphie (1)        | 20-07 | Cowboys de Dallas             |
| 1981   | 49ers de San Francisco (1)        | 28-27 | Cowboys de Dallas             |
| 1982   | Redskins de Washington (2)        | 31-17 | Cowboys de Dallas             |
| 1983   | Redskins de Washington (3)        | 24-21 | 49ers de San Francisco        |
| 1984   | 49ers de San Francisco (2)        | 23-0  | Bears de Chicago              |
| 1985   | Bears de Chicago (1)              | 24-0  | Rams de Los Angeles           |
| 1986   | Giants de New York (1)            | 17-0  | Redskins de Washington        |
| 1987   | Redskins de Washington (4)        | 17-10 | Vikings du Minnesota          |
| 1988   | 49ers de San Francisco (3)        | 28-03 | Bears de Chicago              |
| 1989   | 49ers de San Francisco (4)        | 30-03 | Rams de Los Angeles           |
| 1990   | Giants de New York (2)            | 15-13 | 49ers de San Francisco        |
| 1991   | Redskins de Washington (5)        | 41-10 | Lions de Détroit              |
| 1992   | Cowboys de Dallas (6)             | 30-20 | 49ers de San Francisco        |
| 1993   | Cowboys de Dallas (7)             | 38-21 | 49ers de San Francisco        |
| 1994   | 49ers de San Francisco (5)        | 38-28 | Cowboys de Dallas             |
| 1995   | Cowboys de Dallas (8)             | 38-27 | Packers de Green Bay          |
| 1996   | Packers de Green Bay (1)          | 30-13 | Panthers de la Caroline       |
| 1997   | Packers de Green Bay (2)          | 23-10 | 49ers de San Francisco        |
| 1998   | Falcons d'Atlanta (1)             | 30-27 | Vikings du Minnesota          |
| 1999   | Rams De Saint-Louis (2)           | 11-06 | Buccaneers de Tampa Bay       |
| 2000   | Giants de New York (3)            | 41-0  | Vikings du Minnesota          |
| 2001   | Rams De Saint-Louis (3)           | 29-24 | Eagles de Philadelphie        |
| 2002   | Buccaneers de Tampa Bay (1)       | 27-10 | Eagles de Philadelphie        |
| 2003   | Panthers de la Caroline (1)       | 14-03 | Eagles de Philadelphie        |
| 2004   | Eagles de Philadelphie (2)        | 27-10 | Falcons d'Atlanta             |
| 2005   | Seahawks de Seattle (1)           | 34-10 | Panthers de la Caroline       |
| 2006   | Bears de Chicago (2)              | 39-14 | Saints de La Nouvelle-Orléans |
| 2007   | Giants de New York (4)            | 23-20 | Packers de Green Bay          |
| 2008   | Cardinals de l'Arizona (1)        | 32-25 | Eagles de Philadelphie        |
| 2009   | Saints de La Nouvelle-Orléans (1) | 31-28 | Vikings du Minnesota          |
| 2010   | Packers de Green Bay (3)          | 21-14 | Bears de Chicago              |
| 2011   | Giants de New York (5)            | 20-17 | 49ers de San Francisco        |
| 2012   | 49ers de San Francisco (6)        | 28-24 | Falcons d'Atlanta             |
| 2013   | Seahawks de Seattle (2)           | 23-17 | 49ers de San Francisco        |
| 2014   | Seahawks de Seattle (3)           | 28-22 | Packers de Green Bay          |
| 2015   | Panthers de la Caroline (2)       | 49-15 | Cardinals de l'Arizona        |
| 2016   | Falcons d'Atlanta (2)             | 44-21 | Packers de Green Bay          |
| 2017   | Eagles de Philadelphie (3)        | 38-07 | Vikings du Minnesota          |
| 2018   | Rams de Los Angeles (4)           | 26-23 | Saints de La Nouvelle-Orléans |
| 2019   | 49ers de San Francisco (7)        | 37-20 | Packers de Green Bay          |
| 2020   | Buccaneers de Tampa Bay (2)       | 31-26 | Packers de Green Bay          |
| 2021   | Rams de Los Angeles (5)           | 20-17 | 49ers de San Francisco        |
| 2022   | Eagles de Philadelphie (4)        | 31-7  | 49ers de San Francisco        |
| 2023   | 49ers de San Francisco (8)        | 34-31 | Lions de Détroit              |
| 2024   | Eagles de Philadelphie (5)        | 55-23 | Commanders de Washington      |

## Tableau d'honneur
| Rang | Franchise                              | Victoires                                            | Finales perdues |
| ---- | -------------------------------------- | ---------------------------------------------------- | --------------- |
| 1    | 49ers de San Francisco                 | 8 (1981, 1984, 1988, 1989, 1994, 2012, 2019 et 2023) | 11              |
| 2    | Cowboys de Dallas                      | 8 (1970, 1971, 1975, 1977, 1978, 1992, 1993 et 1995) | 6               |
| 3    | Rams de Los Angeles/Saint-Louis        | 5 (1979, 1999, 2001, 2018 et 2021)                   | 6               |
| 4    | Eagles de Philadelphie                 | 5 (1980, 2004, 2017, 2022 et 2024)                   | 4               |
| 5    | Commanders de Washington (ex-Redskins) | 5 (1972, 1982, 1983, 1987 et 1991)                   | 2               |
| 6    | Giants de New York                     | 5 (1986, 1990, 2000, 2007 et 2011)                   | 0               |
| 7    | Vikings du Minnesota                   | 3 (1973, 1974 et 1976)                               | 6               |
| 8    | Packers de Green Bay                   | 3 (1996, 1997 et 2010)                               | 6               |
| 9    | Seahawks de Seattle                    | 3 (2005, 2013 et 2014)                               | 0               |
| 10   | Bears de Chicago                       | 2 (1985 et 2006)                                     | 3               |
| 11   | Panthers de la Caroline                | 2 (2003 et 2015)                                     | 2               |
| 12   | Falcons d'Atlanta                      | 2 (1998 et 2016)                                     | 2               |
| 13   | Buccaneers de Tampa Bay                | 2 (2002 et 2020)                                     | 2               |
| 14   | Saints de La Nouvelle-Orléans          | 1 (2009)                                             | 2               |
| 15   | Cardinals de l'Arizona                 | 1 (2008)                                             | 1               |
| 16   | Lions de Détroit                       | 0                                                    | 2               |